# Garantia de qualidade
A garantia de qualidade (em inglês: quality assurance, abreviado: QA) é um conjunto de procedimentos para prevenir erros/falhas nos produtos/serviços manufaturados e entregá-los com a qualidade exigida aos clientes; Esta prevenção de defeitos se difere da detecção e rejeição de defeitos no controle de qualidade e foi referida como uma "mudança para a esquerda", pois enfoca a qualidade no início do processo.

## Etimologia
Os termos "garantia de qualidade" e "controle de qualidade" são freqüentemente usados indistintamente para se referir às formas de garantir a qualidade de um serviço ou produto. Por exemplo, o termo "garantia" é freqüentemente usado da seguinte forma: "Implementação de inspeção e testes estruturados como medida de qualidade de garantia em um projeto de software de televisão em Philips Semiconductors. O termo "controle", no entanto, é usado para descrever a quinta fase do modelo DMAIC; uma estratégia de qualidade baseada em dados usada para aprimorar os processos.